# Heeresloot
De Heeresloot (Fries: Hearresleat) is een kanaal in de provincie Friesland dat in Heerenveen begint en in noordelijke richting naar Vegelinsoord loopt.

## Geschiedenis
De Heeresloot werd in 1555 in opdracht van Pieter van Dekema, een van de heeren van het veen, gegraven ten behoeve van het vervoer van turf. In oostelijke richting begon men met het graven van de Schoterlandse Compagnonsvaart. Beide kanalen zijn nu niet meer met elkaar verbonden. Hier ligt nu de Kolk. Hierover lag vroeger ook de Hoofdbrug, maar die is vervangen door een overkluizing.
Tot 1934 vormde de Heeresloot de grens van de voormalige grietenijen/ gemeenten Haskerland en Aengwirden. De westkant van de Heeresloot is de Herenwal en de oostkant de Fok.

## Tracé
In noordelijke richting loopt de Heeresloot ten oosten van de spoorlijn langs de plaatsen Nieuwebrug, Haskerdijken en Vegelinsoord. Ongeveer bij de Grevensmolen komen de Heeresloot, Monnikerak, Deel en het Nieuwe Heerenveense Kanaal samen. In het centrum van Heerenveen sluit de Heeresloot bij de Herenwalsterbrug in westelijke richting aan op de Veenscheiding.

## Bruggen in de Heeresloot
In de Heeresloot liggen vier beweegbare bruggen (centrum Heerenveen van zuid naar noord).

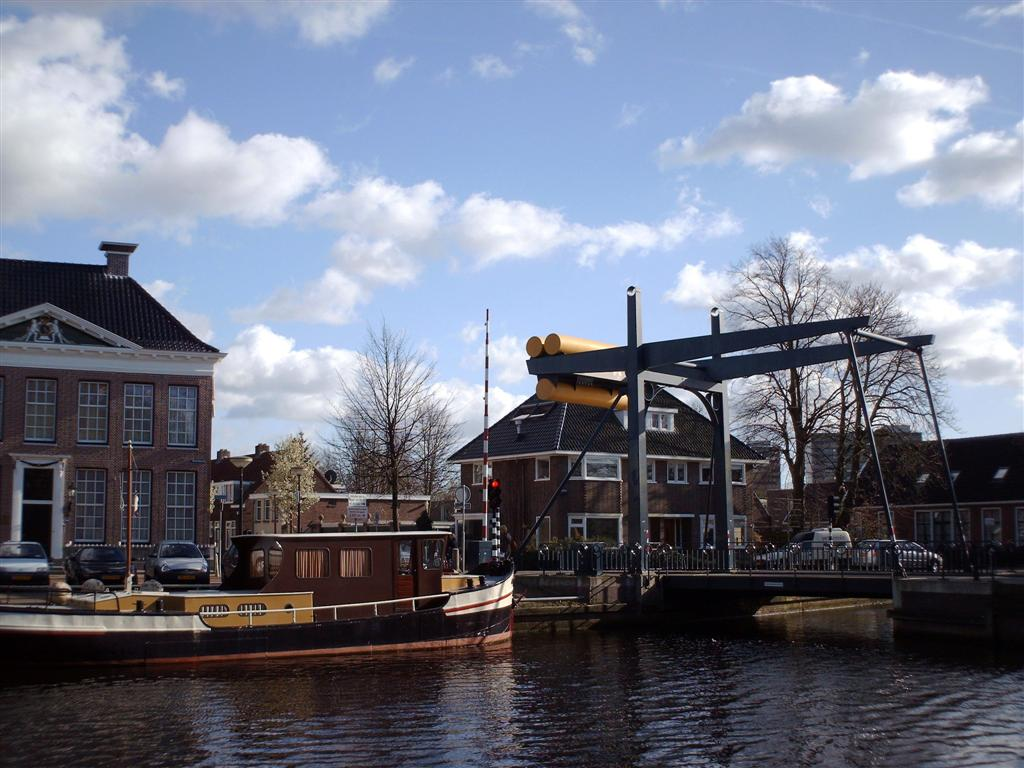
Herenwalsterbrug
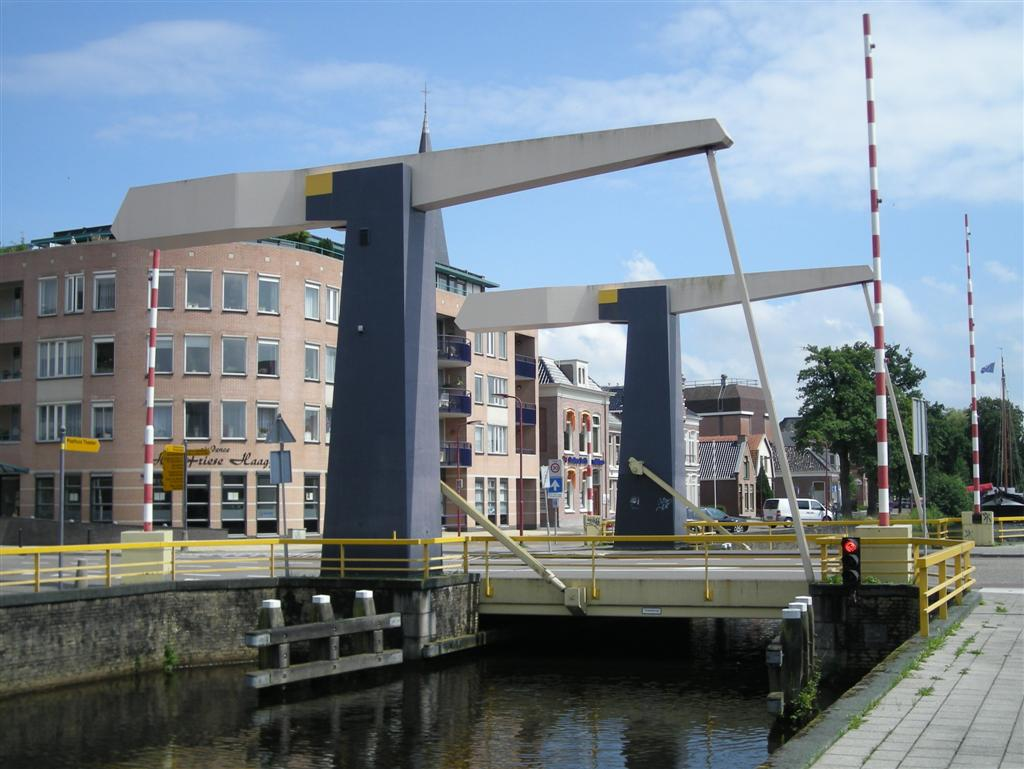
Trambrug
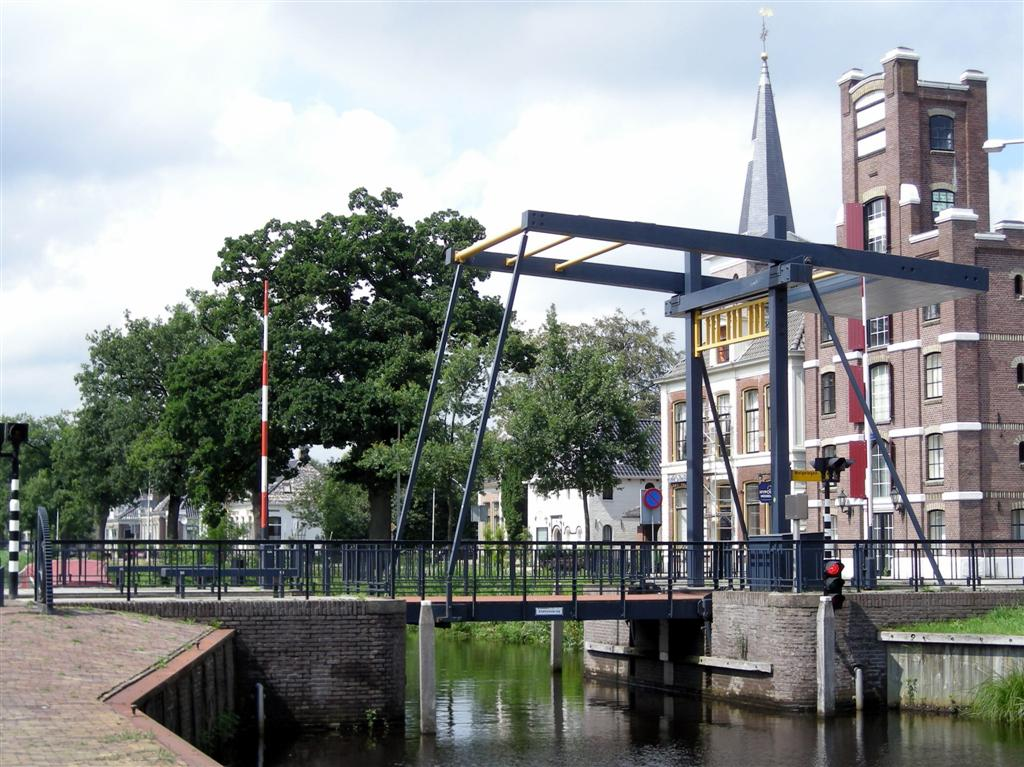
Stationsbrug
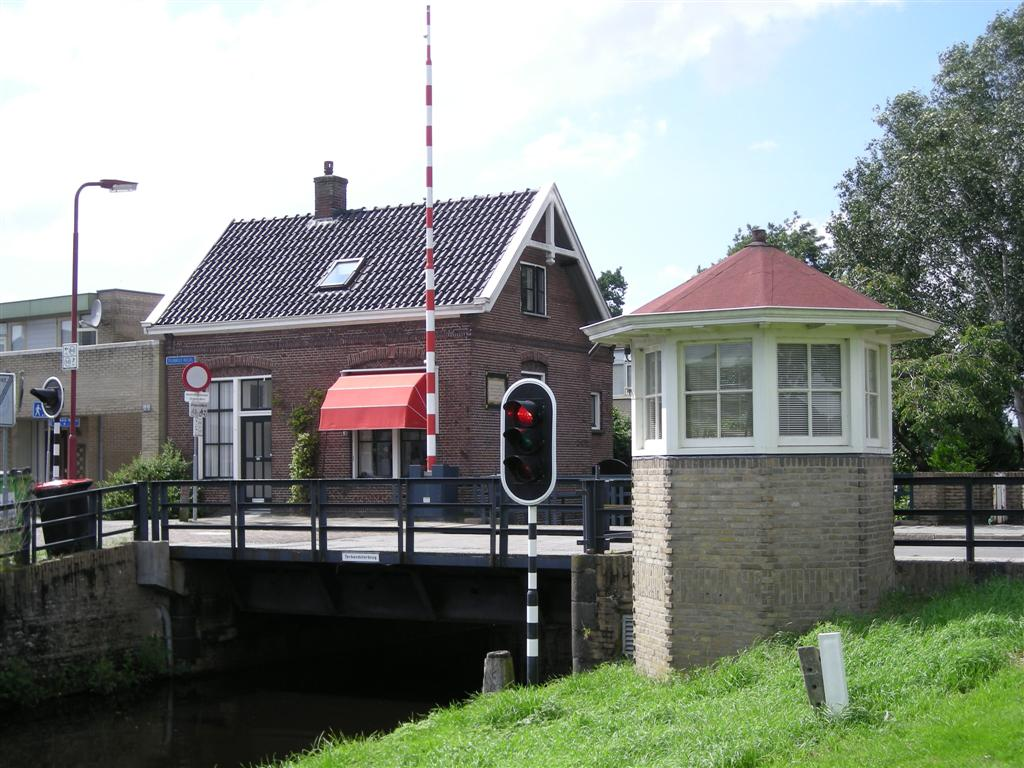
Terbandsterbrug